# 菲律賓小豪豬
菲律賓小豪豬，又稱巴拉望豪豬，是舊大陸豪豬中的一亞種，也是菲律賓巴拉望島特有種。
菲律賓豪豬的體長在45.0至66.5釐米之間，尾巴長度在6.4至19.0釐米之間，體重達到3.8至5.4公斤。牠們分佈在山區和低地的原始和次生林中，也滲透到鄰近的草地、灌木景觀和農業區。
因牠們的剛毛幾乎沒天敵，牠們主要威脅是被獵殺和喪失棲身地。
1. ↑  Clayton, E. . The IUCN Red List of Threatened Species. 2018, 2018: e.T10753A22231557  [14 November 2021]. doi:10.2305/IUCN.UK.2018-1.RLTS.T10753A22231557.en .